# 51–52-es villamos (Budapest)
A budapesti 51–52-es jelzésű villamos a Mester utca / Ferenc körút és a Határ út metróállomás között közlekedett a pesterzsébeti vágányzárak idején, jellemzően évente egyszer. Útvonala a közlekedése idején szünetelő 51-es és 52-es villamos ferencvárosi szakaszát köti össze. A 2B villamos 2022-es elindulása óta a vágányzárak idején a 2B villamos a Határ úthoz terelve közlekedik.

## Története
Először ezen az útvonalon 2006-ban közlekedett járat, ekkor még nem kapott önálló jelzést: a vágányzár két hétvégéjén (március 25–26., április 1–2.) a 30-as a Határ úthoz terelve járt. A 2009. április 18–19-i hétvégén a 21-es üzemidejében közlekedett azonos útvonalon, a hajnali és késő esti órákban a Gubacsi útig rövidített 52-es pótolta az ekkor már 21–52-es jelzésű viszonylatot.
A 2013-as tavaszi vágányzárra visszatért a viszonylat, azonban időközben megszűnt a Földváry utca megállóhely, így a villamosok 2013-tól a Hentes utca megállót érintették. A 2009-es időszakhoz hasonlóan az 51-es üzemidejében járt, azon kívül az 52-es közlekedett az összevont járat helyett. A május 2. és június 2. közötti időszakban az első két hétben pénteken 18 órától vasárnap üzemzárásig (május 3–5., 10–12.) az 51-es járt helyette a Gubacsi út és a Mester utcai végállomás között. A 2013-as őszi pályafelújítás idején, szeptember 21. és október 13. között az 51–52-es ismét közlekedett. 2014. május 25-én egy napra visszatért a járat, továbbra is csak napközben és kora este járt.
2017 májusában egy oszlop kidőlése miatt ismét közlekedett a két pesterzsébeti villamosvonal helyett. 2018. március 16–21. között, illetve 2019. október 19–31. között újraindult, azonban ekkor már az 52-es üzemidejében közlekedett.
2021. október 25–29. között ismét közlekedett a pesterzsébeti vágányfelújítások miatt.

## Útvonala
| Határ út metróállomás felé                                                                                                |
| Mester utca / Ferenc körút vá. – Mester utca – Könyves Kálmán körút – Gubacsi út – Határ út – Ferde utca – Határ út M vá. |
| Mester utca / Ferenc körút felé                                                                                           |
| Határ út M vá. – Ferde utca – Határ út – Gubacsi út – Könyves Kálmán körút – Mester utca – Mester utca / Ferenc körút vá. |

## Megállóhelyei
| 0  | Mester utca / Ferenc körút végállomás      | 28 | 4, 6 |
| 1  | Bokréta utca                               | 26 | |
| 2  | Ferencvárosi rendelőintézet                | ∫  | 281 |
| 3  | Haller utca / Mester utca                  | 24 | 2M, 24 281 |
| 5  | Vágóhíd utca                               | 23 | 281 |
| 7  | Mester utca / Könyves Kálmán körút         | 21 | 1 281 |
| 9  | Koppány utca                               | 17 | |
| 10 | Hentes utca                                | 16 | |
| 11 | Magyar Aszfalt                             | 15 | |
| 12 | Kén utca                                   | 14 | |
| 13 | Illatos út                                 | 13 | 54, 55 |
| 14 | Timót utca                                 | 12 | |
| 14 | Fegyvergyár utca                           | 11 | |
| 17 | Gubacsi út / Határ út vonalközi végállomás | 10 | 3 23E, 51, 52, 119, 166 |
| 19 | Ősz utca                                   | 8  | 3 51, 52 |
| 20 | Jókai Mór utca / Határ út                  | 6  | 3 51, 52 |
| 21 | Mártírok útja / Határ út                   | 5  | 3 66, 66B, 123, 123A, 148 |
| 23 | Nagykőrösi út / Határ út                   | 3  | 3 54, 55, 66, 66B, 66E, 84E, 84M, 89E, 94E, 94M, 123, 123A, 148, 294E, 294M                                                             |
| 25 | Mészáros Lőrinc utca                       | 1  | 66, 66B, 123, 123A |
| 28 | Határ út M végállomás                      | 0  | 42 50, 66, 66B, 66E, 84E, 84M, 89E, 94E, 94M, 99, 123, 123A, 194, 194B, 194M, 199, 200E, 294E 626, 628, 629, 654, 660 Távolsági járatok |